# Amy Johnson

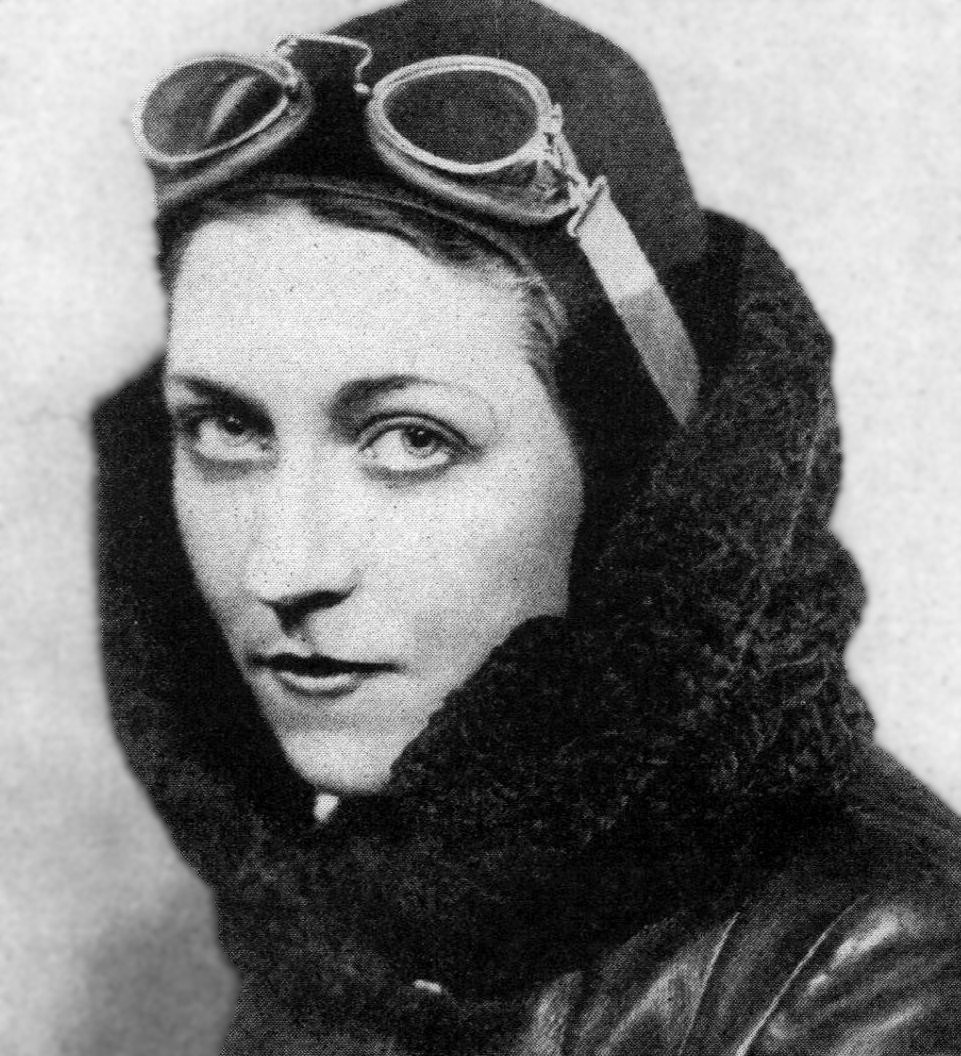
Amy Johnson (um 1930)

Amy Johnson-Mollison CBE (* 1. Juli 1903 in Hull; † 5. Januar 1941 nahe Herne Bay) war eine britische Pilotin. Als erste Frau führte sie 1930 einen Alleinflug von England nach Australien durch. Sie gilt als berühmteste Pilotin ihres Landes.

## Leben
Amy Johnson war eine begeisterte Sportlerin, spielte Hockey und Cricket. Im Alter von 14 Jahren verlor sie durch einen Cricketball mehrere Vorderzähne. Da sie aus vermögendem Hause stammte, ihr Vater war ein erfolgreicher Fischhändler, konnte sich die Familie teure Zahnärzte leisten, und Amy erhielt ein gutes künstliches Gebiss. Trotzdem fühlte sie sich entstellt, und darunter litt ihr Selbstbewusstsein. Dies wird vielfach als Ursache für die Depressionen und die Überempfindlichkeit, an denen sie später litt, angesehen.
Amy Johnson studierte an der University of Sheffield. Nach ihrem Bachelor of Arts ging sie nach London, wo die menschenscheue junge Frau eine Stelle als Sekretärin, später in einer Werbeagentur annahm. Im Winter 1928/29 begann sie ihre Flugstunden im London Aeroplane Club. Eine Stunde kostete 5 Pfund, was ihrem Wochenlohn entsprach. Am 9. Juni 1929 machte sie ihren ersten Alleinflug, und im August erwarb sie ihren Pilotenschein. Im Gegensatz zu anderen Pilotinnen ihrer Zeit interessierte sich Amy Johnson auch für die Technik und wartete und reparierte ihre Maschinen selbst. Da ihre Arbeit als Sekretärin sie nicht befriedigte, sagte sie sofort zu, als der Leiter der Flughafenmechaniker sie als Mechanikerlehrling einstellen wollte. Als erste Frau in Großbritannien legte sie im Dezember 1929 ihre Prüfung als Flugzeugmechanikerin ab. Ihr Traum war es, Berufspilotin zu werden – zur damaligen Zeit traute jedoch niemand den Flugkünsten einer Frau.

### Australienflug 1930

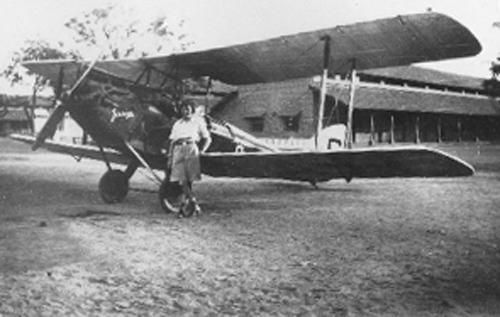
Zwischenstopp in Indien

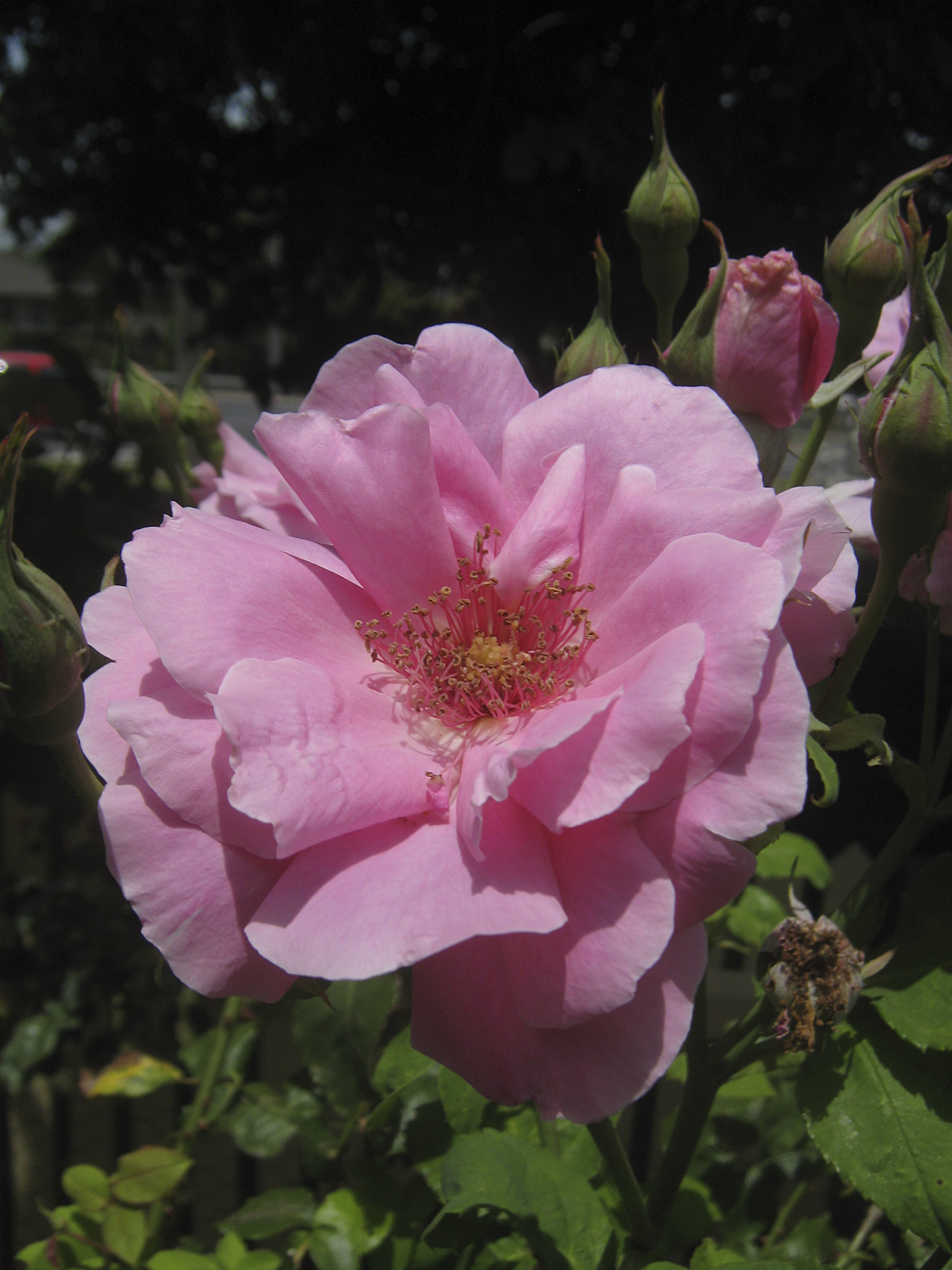
Die vom australischen Rosenzüchter Alister Clark 1931 'Amy Johnson' benannte Rosensorte

Dank der finanziellen Unterstützung ihres Vaters konnte sie ihren Job als Sekretärin kündigen und in aller Ruhe die für den B-Schein (Privatpilot) nötigen Prüfungen absolvieren. Um Anerkennung zu gewinnen, plante sie etwas Spektakuläres: Sie wollte solo nach Australien fliegen und dabei Bert Hinklers Rekord von 1928 von 15½ Tagen unterbieten. Mit dem Geld ihres Vaters kaufte sie sich eine einmotorige Gypsy Moth von de Havilland, lackierte sie grün und taufte die heute im Londoner Science Museum ausgestellte Maschine nach dem Namen der Firma ihres Vaters Jason. Die Konkurrenz um Sponsoren für wagemutige Flugunternehmungen war Ende der 1920er, Anfang der 1930er Jahre extrem hart. Nach vielen Anstrengungen und Rückschlägen zeigte sich schließlich der britische Ölunternehmer Lord Wakefield bereit, die Hälfte der Kosten zu übernehmen und bei den Etappenstopps Treibstoff bereitzustellen. Amy Johnson bereitete ihren Flug akribisch vor. Am 5. Mai 1930 startete sie in ihrer Gypsy Moth vom Flughafen Croydon. Da sie zu diesem Zeitpunkt noch völlig unbekannt war, waren nur ihr Vater und einige Fliegerkollegen beim Start anwesend – die Presse wollte von der unerfahrenen Pilotin, deren weiteste Strecke bisher 237 km von London nach Kingston upon Hull gewesen war, nichts wissen.
Im Rückblick schrieb Johnson, sie sei sehr naiv gewesen und habe die Gefahren des Abenteuers bei weitem unterschätzt. Von London bis Istanbul gab es keine Probleme. In ihrem Bordbuch beschwerte sich Amy Johnson nur über die Benzindämpfe, die aus den Zusatztanks strömten, welche an Stelle des Passagiersitzes eingebaut waren. Am dritten Tag nach dem Start stieß sie auf die erste ernsthafte Herausforderung: Das Taurusgebirge war 3600 m hoch, während ihre schwer beladene Maschine ungefährdet nur bis 3300 m steigen konnte. Nach vorsichtigem Herumsuchen im Nebel fand sie schließlich die Eisenbahnlinie der Bagdadbahn, an der sie entlangflog, bevor sie schließlich erleichtert im syrischen Aleppo landete.
Die nächste Etappe sollte sie nach Bagdad führen, aber kurz vor dem Ziel geriet sie in einen Sandsturm. Johnson sah nichts mehr, und ihre Gypsy Moth war nicht für Blindflug ausgerüstet. Vom Wind wurde sie in die Wüste abgetrieben. Schließlich landete sie aus Sicherheitsgründen mitten in der Wüste, in der Hoffnung, dabei nicht in tiefen Sand zu geraten. Nach drei Stunden Wartezeit legte sich der Sturm, und sie konnte weiterfliegen. In Bagdad hatte sie keine Kraft mehr, die Wartungsarbeiten selber durchzuführen, und war überglücklich, als ihr Mechaniker der Imperial Airways diese Arbeit abnahmen.
Bei ihrer Ankunft in Karatschi am Tag darauf hatte sie den australischen Flugpionier Bert Hinkler bereits um zwei Tage unterboten. Schlagartig wurde die „Fliegende Sekretärin“ bekannt, und die Presse riss sich um Berichte über ihren Flug. So war sie bei ihrer Ankunft in Allahabad sehr überrascht, als sie von einer Gruppe Journalisten empfangen wurde. In Rangun hatte sie bei der Landung im strömenden Regen Probleme mit dem weichen Untergrund, streifte einen Pfosten, und die Gypsy Moth machte einen Kopfstand („Fliegerdenkmal“). Propeller und Tragflächen waren beschädigt, Amy Johnson war am Boden zerstört. Nur dank der Hilfsbereitschaft der Studenten des Ranguner Polytechnikums, die ihr bei den Reparaturen zur Hand gingen, konnte sie zwei Tage später weiterfliegen.
Von Rangun aus ging die Strecke nach Singapur. Über dem Meer zwischen Singapur und Java geriet sie erneut in einen Sturm, aus dem sie sechs Stunden lang nicht herauskam. In Java angekommen, musste sie wegen der im Sturm beschädigten Tragflächen erneut notlanden. In Ermangelung von anderem Material reparierte sie den zerrissenen Stoff mit Klebestreifen. Nach Java lag die von allen Piloten gefürchtete Timor-See vor ihr: 800 km über dem Wasser. Um nicht einzuschlafen, sang sie, bis sie das dem australischen Kontinent vorgelagerte Melville Island erreichte.
Ohne weitere Probleme landete Amy Johnson am 24. Mai in Darwin. Für den Flug hatte sie vier Tage länger gebraucht als Bert Hinkler. Trotzdem avancierte sie durch diesen Flug zum Star unter den weiblichen Fliegern. Ihr zu Ehren wurden sogar zwei Schlager komponiert: in Australien der Song Johnnie’s in Town (Johnnie war ihr Spitzname) und in England der Song Amy, wonderful Amy. Zurück in England wurde sie von König Georg V. mit dem Order of the British Empire ausgezeichnet. Die menschenscheue Amy Johnson wurde von Hand zu Hand gereicht, um Geschenke und Ehrungen entgegenzunehmen, Vorträge zu halten und Berichte zu schreiben. Bald wurde ihr der Rummel zu viel. Als sie von ihrem Vater erfuhr, dass er in ihrem Namen einen Exklusivvertrag mit der Daily Mail abgeschlossen hatte, erlitt sie einen Nervenzusammenbruch.

### London–Tokio, 1931
Amy Johnson flüchtete in die Luft. Für den Januar 1931 plante sie, von London über Sibirien in die Republik China zu fliegen. In ihrer Hast, so schnell wie möglich von England wegzukommen, startete sie schlecht vorbereitet und ihre Gypsy Moth Jason III. ging bereits in Warschau zu Bruch, als sie bei der Landung zu hart aufsetzte.
Von dem Misserfolg ließ sie sich nicht abschrecken. Im Juli 1931 flog sie mit dem Mechaniker Jack Humphreys in einer De Havilland DH.80 Puss Moth in zehn Tagen von London nach Tokio und unterbot damit den bestehenden Rekord für die 16.000 km lange Strecke. In Hailar an der mongolischen Grenze verpasste sie knapp die Deutsche Marga von Etzdorf, die ebenfalls nach Tokio unterwegs war. In Tokio wurde das Team mit großer Begeisterung empfangen.

### Das „fliegende Liebespaar“, 1932–1938

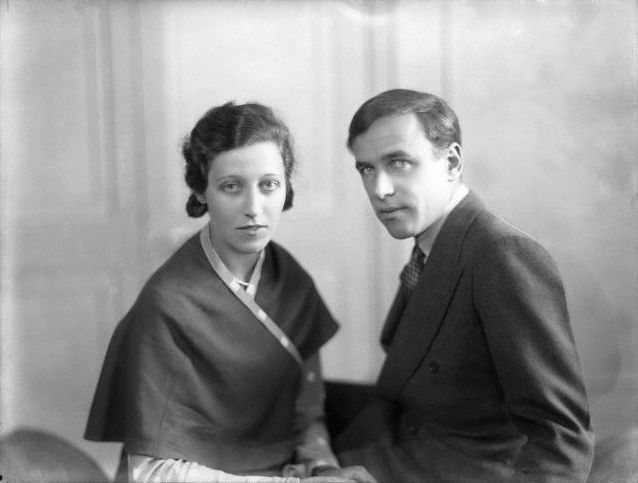
Amy und Jim Mollison (1932),
Fotografie von Alexander Bassano

Zurück in England war es ungewohnt still um Amy Johnson. Ein zuvor unbekannter schottischer Pilot namens James „Jim“ Allan Mollison hatte „ihre“ Australienstrecke in nur 9 Tagen bestritten und ihr damit den Rang abgelaufen. Sie lernte Jim Mollison im Juni 1932 in Südafrika persönlich kennen, wo sie sich von einem Alleinflug von London nach Kapstadt erholte. Jim flog dieselbe Strecke, wobei er den bestehenden Rekord schlug. Die beiden erfolgreichen Piloten waren bereits beim ersten Treffen voneinander angetan, und schon beim nächsten Treffen in London einige Wochen später machte Jim Amy einen Heiratsantrag. Die britische Presse feierte die Hochzeit zweier ihrer Lieblinge im Juli 1932. Gleich nach der Hochzeit unterbot Amy Johnson-Mollison den Rekord ihres Angetrauten auf der Strecke London–Kapstadt.
Von 1933 an flogen die beiden gemeinsam. Im Juli 1933 planten sie einen Flug von Wales nach New York und über Bagdad zurück nach Großbritannien. Der Flug über den Atlantik dauerte über 29 Stunden und Jim Mollison, der am Steuer saß, musste die Maschine in Bridgeport, Connecticut, notlanden. Die Maschine kam auf der zu kurzen Piste schlecht auf und landete in einem Sumpf – sowohl Pilot als auch Copilotin trugen nur leichte Verletzungen davon, aber das Flugzeug war zerstört. Somit war der Flug bereits nach der ersten großen Etappe zu Ende. Frustriert kehrte Jim nach England zurück, während Amy in den USA blieb und Vorträge hielt, um wenigstens etwas von den hohen Kosten der Expedition wieder hereinzuholen. Im Laufe dieser Vortragstournee wurde sie von Franklin D. und Eleanor Roosevelt empfangen und lernte dort Amelia Earhart kennen.
Gemeinsam nahmen die Mollisons im Herbst 1934 am MacRobertson-Luftrennen von England nach Australien teil. Im Rahmen dieses Rennens schlugen sie den Nonstop-Rekord von Mildenhall nach Karatschi, eine Strecke, für die sie in ihrer De Havilland Comet nur 22 Stunden brauchten. Auf der Etappe nach Allahabad verflogen sie sich und mussten mit einem Motorschaden aufgeben.
In den folgenden Jahren fanden sich in der Presse immer mehr Skandalgeschichten über Mollisons Alkohol- und Frauenexzesse. 1938 wurden die Mollisons geschieden, und Amy nahm wieder ihren Mädchennamen an. Sie flog nur noch als Hobby und schrieb Artikel über ihre Erlebnisse als Pilotin.

### ATA-Pilotin im Zweiten Weltkrieg – Amy Johnsons letzter Flug
Als der Zweite Weltkrieg ausbrach, meldete sich Amy Johnson als Pilotin bei der RAF, wurde jedoch wegen ihres Geschlechts abgelehnt und flog schließlich für die Air Transport Auxiliary, eine Gruppe erfahrener Piloten, die nicht für die RAF infrage kamen und deshalb Transport- und Versorgungsflüge für die RAF übernahmen. Um die hundert britische Pilotinnen leisteten dort Dienst, und Amy Johnson nutzte ihre Prominenz, um gegen die schlechtere Vergütung und die Vorurteile gegenüber den weiblichen Piloten zu protestieren. Auch ihr Ex-Ehemann Mollison flog zu dieser Zeit bei der ATA.
Am 5. Januar 1941 sollte Amy Johnson allein eine zweimotorige Airspeed Oxford Mk. II von Prestwick nach Kidlington bei Oxford überführen. Mittags flog sie bei stürmischem Wetter los, kam jedoch nie am Zielort an. Um ihr Verschwinden ranken sich bis zum heutigen Tage Mysterien, jedoch liegen inzwischen genügend Fakten vor, um ihren letzten Flug einigermaßen zuverlässig rekonstruieren zu können. Danach verliefen Amy Johnsons letzte Stunden wahrscheinlich folgendermaßen:
Der Flug gestaltete sich auf Grund schlechten Wetters schwieriger als erwartet. Amy Johnson hatte einen Zwischenstopp in der Nähe von Blackpool eingelegt, um dort ihre Schwester Molly zu besuchen. Bevor sie wieder startete, soll sie geäußert haben, dass sie bis „ganz nach oben gehen werde“. Damit war gemeint, dass sie wegen der Wetterbedingungen über die Wolken steigen wollte. Wahrscheinlich war dies aber nicht möglich. Sie musste unter der Wolkendecke bleiben, was zur Vereisung der Maschine führte und letztendlich zum Entschluss, die Maschine aufzugeben und mit dem Fallschirm zu verlassen.
Indizien deuten darauf hin, dass Amy die Orientierung verloren hatte. So nahm sie wahrscheinlich an, Land unter sich zu haben, als sie Fesselballons entdeckte. Sie hielt diese vermutlich auf Grund ihrer Höhe für einen Teil der Ballonsperren rings um London. Stattdessen befand sich das Flugzeug jedoch in der Nähe der Themsemündung, genau an einer Stelle, wo unglücklicherweise ein Spezialschiff, ein so genannter Ballonträger, Tage vorher auf eine Mine gelaufen war. Die verbliebenen fünf Ballonträger in dieser Gegend waren auf Grund dieses Zwischenfalls evakuiert worden. Die Ballons dieser Schiffe befanden sich nunmehr nicht in der vorgeschriebenen Höhe und führten schließlich zum Irrtum Johnsons.
Es ist anzunehmen, dass die Pilotin die Maschine, die noch genug Treibstoff an Bord hatte, hinaus auf die offene See flog, um einen Absturz über Land zu verhindern. So trimmte sie das Flugzeug für einen Horizontalflug aus, bevor sie die Frachtluke öffnete, um mit dem Fallschirm abzuspringen.
Es gilt als so gut wie sicher, dass es sich bei der an einem Fallschirm hängenden Person, die am 5. Januar 1941 gegen 15.30 Uhr von Besatzungsmitgliedern des Dampfschiffes HMS Haslemere gesichtet wurde, um Amy Johnson handelte. Ihr folgte ein Flugzeug, das seitlich abkippte und nach unten ins Wasser stürzte.
Kurz danach lag auch der Fallschirm im eiskalten Wasser. Der Kapitän des Schiffes sprang über Bord, sein Rettungsversuch war jedoch erfolglos; die Person am Fallschirm wurde zuletzt gesehen, als sie unter dem Heck des Schiffes verschwand. Der Kapitän verstarb einige Stunden später an den Folgen der Unterkühlung, die er sich bei dem Rettungsversuch zugezogen hatte.
Anhand von Trümmerteilen, die später gefunden wurden, ließ sich die abgestürzte Maschine einwandfrei als die von Amy Johnson geflogene Oxford identifizieren.
Vielfach wurden Gerüchte laut, dass Johnson in eine geheime Mission involviert gewesen wäre und Passagiere befördert hätte. Der Grund waren Zeugenaussagen, die eine zweite Person im Wasser schwimmend gesehen haben wollen. Es ist jedoch davon auszugehen, dass es sich dabei um die hölzerne Ladeluke gehandelt hat, die beim Öffnen abgerissen war. Wahrscheinlich war auch auf Grund der fehlenden Luke die von Amy Johnson vorher eingestellte Trimmung der Oxford nicht mehr wirksam, was den unkontrollierten Absturz der Maschine erklärt.
Die Aussagen der Besatzung der HMS Haslemere widerlegen auch die Version, nach der Amy Johnson von ihrem eigenen Flugzeug erschlagen worden sei, als sie im Wasser trieb.
Amy Johnsons sterbliche Überreste wurden nie gefunden.